# Liste von Orgeln in der Aussiger Region
Diese Liste von Orgeln in der Aussiger Region umfasst Orgeln der  Aussiger Region (Ústecký kraj). Sie ist Teil der Liste von Orgeln in Tschechien. Die Liste erhebt keinen Anspruch auf Vollständigkeit.

## Orgeln
Die erste Spalte zeigt den Ort (Stadt, Stadtteil, Gemeinde bzw. Ortsteil) an. Die zweite Spalte gibt das jeweilige Gebäude (Kirche) an, in der sich die Orgel befindet. In der vierten Spalte sind der Erbauer der Orgel (und die Opuszahl des Werks) angeführt. In der sechsten Spalte bezeichnet die römische Zahl die Anzahl der Manuale, ein großes „P“ ein selbstständiges Pedal. Die arabische Zahl gibt die Anzahl der klingenden Register an. Die letzte Spalte bietet Angaben zum Erhaltungszustand sowie Links mit weiterführender Information. 

Anmerkung: Die tschechische Orgel-Datenbank (Varhany Databáze unter www.varhany.net) liefert gute Angaben zur Historie der Orgeln, gibt aber nur wenig Hinweise zum Erhaltungszustand bzw. Verbleib der Orgeln.
| Ort                                                 | Gebäude | Bild | Orgelbauer                                                       | Jahr          | Manuale | Register | Bemerkungen |
| --------------------------------------------------- | --- | ---- | ---------------------------------------------------------------- | ------------- | ------- | -------- | --- |
| Arnoltice (Arnsdorf)                                | Kirche Mariä Himmelfahrt Arnsdorf (Kostel Nanebevzetí Panny Marie Arnoltice) (Lage)                                     |      | Franz Josef Swoboda (1870–1934), Wien                            | um 1900       | I/P     | 8        | [ 1 ] |
| Bechlín (Bechlin)                                   | Wenzelskirche Bechlin (Kostel sv. Václava Bechlín) (Lage)                                                               |      | Rejna & Černý, Prag                                              | 1895          | I/P     | 7        | [ 2 ] |
| Benešov nad Ploučnicí (Bensen)                      | Kirche Mariä Geburt Bensen (Kostel Narození Panny Marie Benešov) (Lage)                                                 |      | Anton Feller (1820–1891), Königswald                             | 1873          | II/P    | 22       | [ 3 ] |
| Bílina (Bilin)                                      | Kirche St. Peter und Paul Bilin (Kostel sv. Petra a Pavla Bílina) (Lage)                                                |      | Heinrich Schiffner (1853–1938), Prag-Smichow                     | 1915          | II/P    | 19       | [ 4 ] |
| Bohosudov (Mariaschein)                             | Wallfahrtskirche der Schmerzhaften Mutter Gottes (Bazilika Panny Marie Bolestné Bohosudov) (Lage)                       |      | Heinrich Schiffner, Prag                                         | 1904          | II/P    | 27       | [ 5 ] |
| Bohušovice nad Ohří (Bauschowitz an der Eger)       | Kirche St. Prokop und St. Nikolaus (Kostel sv. Prokopa a sv. Mikuláše Bohušovice) (Lage)                                |      | Norbert Christoph Starck, Elbogen                                | Mitte 18. Jh. | I/P     | 7        | Barockorgel mit Seltenheitswert |
| Březno u Chomutova (Priesen)                        | St. Peter und St. Paul Priesen (Kostel sv. Petra a Pavla Březno) (Lage)                                                 |      | Johann Ignaz Schmidt (1727–1802), Elbogen                        | 1760          | II/P    | 19       | 2022 restauriert durch Orgelbau Dlabal & Mettler, Bílsko |
| Černochov (Czernochow)                              | Wenzelskirche Czernochow (Kostel sv. Václava Černochov) (Lage)                                                          |      | Rejna & Černý, Prag                                              | 1902          | I/P     | 6        | [ 9 ] |
| Česká Kamenice (Böhmisch Kamnitz)                   | Kirche St. Jakob der Ältere (Kostel sv. Jakuba Většího Česká Kamenice) (Lage)                                           |      | Johann Gottlieb Tamitius, Zittau                                 | 1754          | II/P    | 21       | Beispiel des sächsischen Barockorgelbaus in Böhmen, 1995 restauriert                                                                                               |
| Chabařovice (Karbitz)                               | Kirche Mariä Geburt Karbitz (Kostel Narození Panny Marie) (Lage)                                                        |      | Franz Feller (1781–1843), Königswald                             | 1824          | II/P    | 14       | [ 12 ] |
| Chlumec u Chabařovic (Kulm)                         | St.-Gallus-Kirche Kulm (Kostel sv. Havla Chlumec) (Lage)                                                                |      | Franz, Josef und Anton Feller                                    | 1853          | II/P    | 20       | 1923 von Josef Ignaz Langenauer repariert |
| Chomutov (Komotau)                                  | Dekanatskirche Mariä Himmelfahrt Komotau (Kostel Nanebevzetí Panny Marie) (Lage)                                        |      | Heinrich Schiffner, Prag                                         | 1897 / 1915   | II/P    | 17       | Orgel mit 930 Pfeifen, restauriert durch Dlabal & Mettler aus Bílsko                                                                                               |
| Chomutov (Komotau)                                  | Jesuitenkirche St. Ignatius Komotau (Kostel sv. Ignáce) (Lage)                                                          |      | Karl Anton Eisenhut (1843–1888), Prag                            | 1879          | II/P    | 30       | [ 20 ] |
| Chomutov (Komotau)                                  | Heiliggeistkirche Komotau (Chram sv. Ducha) (Lage)                                                                      |      | Wenzel Burkart (1751–1815), Elbogen                              | 1782          | II/P    | 16       | [ 21 ] |
| Cínovec (Böhmisch Zinnwald)                         | Kirche Mariä Himmelfahrt Zinnwald (Kostel Nanebevzetí Panny Marie Cínovec) (Lage)                                       |      | Heinrich Schiffner, Prag-Smichow                                 | 1914          | II/P    | 10       | [ 22 ] [ 23 ] |
| Cínovec (Böhmisch Zinnwald)                         | Kirche Mariä Himmelfahrt Zinnwald (Kostel Nanebevzetí Panny Marie Cínovec) (Lage)                                       |      | Gebrüder Jehmlich, Dresden Opus 764                              | 1959          | I       | 4        | [ 24 ] |
| Děčín (Tetschen)                                    | Evangelische Christuskirche Bodenbach (Evangelický Kostel Děčín-Podmokly) (Lage)                                        |      | E. F. Walcker & Cie., Ludwigsburg Opus 1767                      | 1913          | II/P    | 22       | [ 25 ] |
| Děčín (Tetschen)                                    | Pfarrhaus der Böhmischen Brüder (Fara Českobratrské Církve Evangelické) (Lage)                                          |      | Eule Orgelbau, Bautzen Opus 225                                  | 1940          | II/P    | 8        | bis 1962 in der evangelischen Kirche Česká Kamenice |
| Děčín (Tetschen)                                    | Dekanatskirche Heilig Kreuz Tetschen (Kostel Povýšení sv. Kříže) (Lage)                                                 |      | Gebrüder Rieger, Jägerndorf Opus 315                             | 1891          | II/P    | 26       | [ 27 ] [ 28 ] [ 29 ] [ 30 ] |
| Děčín (Tetschen)                                    | Kirche St. Wenzel und St. Blasius Tetschen (Kostel sv. Václava a Blažeje Děčín) (Lage)                                  |      | Gebrüder Feller                                                  | 1864          | II/P    | 18       | [ 31 ] [ 32 ] |
| Dobroměřice (Dobromieritz), Okres Louny             | St. Matthäus-Kirche (Kostel sv. Matouše Dobroměřice) (Lage)                                                             |      | Vocelka-Hloušek                                                  | 1858          | I/P     | 8        | 2004 umgesetzt aus der Kirche St. Gallus in Brloh |
| Doksany (Doxan)                                     | Stiftskirche Mariä Geburt Doxan (Klášter Doksany, Kostel Narození Panny Marie) (Lage)                                   |      | Leopold Spiegel                                                  | 1722          |         |          | nur Orgelprospekt, Orgel 1924 erneuert, jetzt im Nationalmuseum in Prag                                                                                            |
| Dolní Podluží (Niedergrund)                         | Katharinenkirche (Kostel sv. Kateřiny) (Lage)                                                                           |      | Heinrich Schiffner, Prag                                         | 1908          | II/P    | 18       | [ 35 ] |
| Dolní Poustevna (Niedereinsiedel)                   | Kirche des hl. Erzengel Kichael Niedereinsiedel (Kostel sv. Michaela archanděla Dolní Poustevna) (Lage)                 |      | Heinrich Schiffner (1853–1935)                                   | 1905          | II/P    | 17       | [ 36 ] [ 37 ] |
| Dubí (Eichwald)                                     | Kirche der Unbefleckten Empfängnis Mariä Eichwald (Kostel Neposkvrněného početí Panny Marie) (Lage)                     |      | Heinrich Schiffner, Prag                                         | um 1928       | II/P    | 28       | [ 38 ] |
| Filipov (Philippsdorf)                              | Wallfahrtskirche der Hilfreichen Jungfrau Maria (Bazilika Panny Marie Pomocnice křesťanů) (Lage)                        |      | Hermann Eule, Bautzen Opus 44                                    | 1889          | II/P    | 22       | [ 39 ] [ 40 ] |
| Filipov (Philippsdorf)                              | Wallfahrtskirche der Hilfreichen Jungfrau Maria (Bazilika Panny Marie Pomocnice Křestanú) (Lage)                        |      | unbekannt                                                        |               | I/P     | 8        | Chororgel |
| Fukov (Fugau)                                       | Wenzelskirche Fugau (Kostel svatého Václava) (Lage)                                                                     |      | Hermann Eule, Bautzen                                            | 1885          | II/P    | 10       | 1947 durch Brand zerstört |
| Holedeček (Klein Holletitz)                         | Bartholomäuskirche Holletitz (Kostel sv. Bartoloměje Holedeček) (Lage)                                                  |      | Heinrich Schiffner, Prag                                         | 1895          | I/P     | 6        | [ 43 ] |
| Horní Habartice (Ober Ebersdorf)                    | Kirche Johannes des Täufers (Kostel sv. Jana Křtitele) (Lage)                                                           |      | Anton Feller                                                     | 1876          | I/P     | 9        | [ 44 ] |
| Jiřetín (Sankt Georgenthal)                         | Dreifaltigkeitskirche in St. Georgenthal (Kostel Nejsvětější Trojice) (Lage)                                            |      | Josef Prediger (1812–1891), Albrechtsdorf                        | 1871          | II/P    | 16       | [ 45 ] |
| Kadaň (Kaaden)                                      | Dekanatskirche Heilig Kreuz Kaaden (Kostel Povýšení sv. Kříže) (Lage)                                                   |      | Gebrüder Rieger, Jägerndorf                                      | 1930          | II/P    |          | [ 46 ] [ 47 ] |
| Kadaň (Kaaden)                                      | Klosterkirche St. Elisabeth Kaaden (Kostel sv. Alžběty) (Lage)                                                          |      | unbekannt                                                        |               |         |          | [ 48 ] [ 49 ] |
| Kadaň (Kaaden)                                      | Kirche St. Anna Kaaden (Kostel svaté Anny) (Lage)                                                                       |      | unbekannt                                                        |               |         |          | [ 50 ] [ 51 ] |
| Kadaň (Kaaden)                                      | Franziskanerkirche Mariä Verkündigung Kaaden (Kostel Zvěstování Panny Marie a Čtrnácti sv. Pomocníků) (Lage)            |      | Jan Tuček (1842–1913), Kutná Hora                                | 1912          |         |          | [ 52 ] [ 53 ] |
| Kerhartice (Gersdorf), OT von Česká Kamenice        | Kirche der hl. Marie Magdalena (Kostel svaté Máří Magdaleny Kerhartice) (Lage)                                          |      | Johann Ferdinand Guth                                            | 1836          | I/P     | 8        | 1998 umgesetzt aus der Kirche Mikulovice bei Kadán, 2015 restauriert                                                                                               |
| Klášterec nad Ohří (Klösterle an der Eger)          | Dreifaltigkeitskirche Klösterle (Kostel Nejsvětější Trojice Klášterec) (Lage)                                           |      | Ferdinand Müller (1749–1814), Pomeisl                            | 1796          | II/P    | 20       | spätbarocke Orgel, 2019 von der Firma Kánský & Brachtl, Krásné Loučky bei Krnov restauriert                                                                        |
| Konojedy (Konojed)                                  | Klosterkirche Mariä Himmelfahrt Konojed (Kostel Nanebevzetí Panny Marie Konojedy) (Lage)                                |      | Franz Katzer (1702–1764)                                         | 1783          | II/P    | 18       | Orgel 1995 nach Varnsdorf (Kostel sv. Karla Boromejského) versetzt                                                                                                 |
| Krabčice (Krabschitz)                               | Evangelische Kirche Krabschitz (Evangelický kostel Krabčice) (Lage)                                                     |      | Josef Prediger, Albrechtsdorf                                    | 1885          | II/P    | 15       | [ 59 ] |
| Krásná Lípa (Schönlinde)                            | Kirche der hl. Maria Magdalena (Kostel sv. Máří Magdaleny Krásná Lípa) (Lage)                                           |      | Josef Kloss (1885–1963)                                          | 1938          | III/P   | 36       | Die ursprüngliche Rieger-Orgel (Opus 869, II/P-32, 1901) wurde 1938 erweitert.                                                                                     |
| Krásné Březno (Schönpriesen), OT von Ústí nad Labem | Schlosskirche des hl. Florian Schönpriesen (Zámecká kostel sv. Floriána) (Lage)                                         |      | unbekannt                                                        | 1763          | I/P     | 8        | aus einer Dorfkirche in Südböhmen hierher versetzt |
| Křemýž (Krzemusch) im Okres Teplice                 | Kirche St. Peter und Paul (Kostel sv. Petra a Pavla) (Lage)                                                             |      | unbekannt                                                        | um 1700       | II/P    | 16       | [ 62 ] |
| Kryštofovy Hamry (Christophhammer)                  | Christophoruskirche (Kostel sv. Kryštofa Kryštofovy Hamry) (Lage)                                                       |      | Josef Gröbl, Kaaden                                              | 1836          | I/P     | 7        | 2017 restauriert |
| Květnov (Quinau)                                    | Wallfahrtskirche Mariä Heimsuchung Quinau (Poutní kostel Navštívení Panny Marie) (Lage)                                 |      | Christoph Müller (1846–1924), Auschowitz                         | 1899          | I/P     | 9        | [ 64 ] |
| Liběšice u Litoměřic (Liebeschitz)                  | Kirche Mariä Himmelfahrt Liebeschitz (Kostel Nanebevzetí Panny Marie) (Lage)                                            |      | Josef Stefan Tauchmann (1757–1830), Wegstädtl                    | 1816          | II/P    | 13       | [ 65 ] |
| Liběšice u Žatce (Liebeschitz)                      | Wallfahrtskirche Liebeschitz (Kostel svatého Martina a Navštívení Panny Marie) (Lage)                                   |      | Gebrüder Rieger, Jägerndorf Opus 1351                            | 1907          | I/P     | 12       | Orgel z. Z. nicht spielbar |
| Libočany (Libotschan)                               | Allerheiligenkirche Libotschan (Kostel Všech Svatých Libočany) (Lage)                                                   |      | Franz Karl Anton Guth (1711–1778), Čistá u Rakovníka (Tschistay) | 1772          | II/P    | 13       | [ 67 ] |
| Litoměřice (Leitmeritz)                             | Dom St. Stephan (Katedrála svatého Štěpána) (Lage)                                                                      |      | Heinrich Schiffner / Gebrüder Jehmlich, Dresden Opus 605         | 1914/1942     | IV/P    | 53       | [ 68 ] [ 69 ] |
| Litoměřice (Leitmeritz)                             | Dom St. Stephan (Katedrála svatého Štěpána) (Lage)                                                                      |      | Vladimír Šlajch (* 1955), Borovany                               | 17. Jh.       | I/P     | 11       | 1994 rekonstruiert, für die Bartholomäuskirche in Doksy (Hirschberg am See), seit 2016 als Chororgel hierher versetzt                                              |
| Litoměřice (Leitmeritz)                             | Allerheiligenkirche Leitmeritz (Kostel Všech svatých Litoměřice) (Lage)                                                 |      | W. Sauer Orgelbau, Frankfurt/Oder                                | 1885          | II/P    | 23       | [ 71 ] |
| Litoměřice (Leitmeritz)                             | Klosterkirche St. Jakob Leitmeritz (Kostel sv. Jakuba) (Lage)                                                           |      | Gebrüder Rieger, Jägerndorf                                      | 1936          | II/P    | 19       | [ 72 ] |
| Litoměřice (Leitmeritz)                             | Jesuitenkirche Mariä Verkündigung (Kostel Zvěstování Panny Marie Litoměřice) (Lage)                                     |      | Josef Prediger, Albrechtsdorf                                    | 1859          | II/P    | 22       | 1980 nach Zlín-Malenowice (Kostel sv. Mikuláše) versetzt |
| Lobendava (Lobendau)                                | Kirche Mariä Heimsuchung Lobendau (Kostel Navštívení Panny Marie) (Lage)                                                |      | Gebrüder Rieger, Jägerndorf                                      | 1893          | II/P    | 19       | Orgel mit 919 Pfeifen |
| Louny (Laun)                                        | Nikolauskirche Laun (Kostel sv. Mikuláše Louny) (Lage)                                                                  |      | Emanuel Štepán Petr                                              | 1868          | II/P    | 20       | Hauptorgel |
| Louny (Laun)                                        | Nikolauskirche Laun (Kostel sv. Mikuláše Louny) (Lage)                                                                  |      | unbekannt                                                        |               |         |          | Positiv |
| Louny (Laun)                                        | Evangelische Kirche der Böhmischen Brüder Louny (Kostel Českobratrské církve evangelické Louny) (Lage)                  |      | Friedrich Nikolaus Jahn (1798–1875), Dresden                     | 1874          |         |          | in den 1950er Jahren aus Teplitz hierher versetzt |
| Lovosice (Lobositz)                                 | Wenzelskirche Lobositz (Kostel sv. Václava Lovosice) (Lage)                                                             |      | Heinrich Schiffner, Prag                                         | 1913          | II/P    | 21       | [ 79 ] |
| Lubenec (Lubens)                                    | Laurentiuskirche Lubens (Kostel sv. Vavřince Lubenec) (Lage)                                                            |      | Joseph Müller, Eger                                              | 1850          | I/P     | 10       | [ 80 ] [ 81 ] [ 82 ] |
| Malé Březno (Kleinpriesen)                          | Kirche des hl. Johannes Evangelist Kleinpriesen (Kostel sv. Jana Evangelisty Malé Březno) (Lage)                        |      | Ferdinand Müller, Pomeisl                                        | 1790          | II/P    | 11       | urspr. in der Kirche Mariä Geburt (Kostel Narození Panny Marie) in Puschwitz (Buškovice), 2003 Orgel hierher versetzt, 2003 restauriert durch Rudolf Valenta, Prag |
| Malměřice (Alberitz)                                | Annenkirche Alberitz (Kostel sv. Anny Malměřice) (Lage)                                                                 |      | Ferdinand Müller (1749–1814), Pomeisl                            | 1798          | I/P     | 7        | [ 85 ] |
| Mariánské Radčice (Maria Ratschitz)                 | Wallfahrtskirche der Schmerzhaften Mutter Gottes Maria Ratschitz (Kostel Panny Marie Bolestné Mariánské Radčice) (Lage) |      | unbekannt                                                        |               |         |          | [ 86 ] |
| Mikulášovice (Nixdorf)                              | Kirche des hl. Nikolaus Nixdorf (Kostel sv. Mikuláše Mikulášovice) (Lage)                                               |      | Gebrüder Rieger, Jägerndorf                                      | 1901          | II/P    | 36       | urspr. Orgel (II/P-13, 1761) von Johann Gottlieb Tamitius (1691–1769), Zittau                                                                                      |
| Mikulov v Krušných horách (Niklasberg)              | Nikolauskirche Niklasberg (Kostel sv. Mikuláše Mikulov v Krušných horách) (Lage)                                        |      | unbekannt                                                        | 1918          | II/P    | 14       | [ 90 ] |
| Most (Brüx)                                         | Kirche Mariä Himmelfahrt Brüx (Kostel Nanebevzetí Panny Marie) (Lage)                                                   |      | Wenzel Stark, Elbogen                                            | 1739          | II/P    | 22       | vermutlich zerstört, jetzt neue Hauptorgel |
| Most (Brüx)                                         | Kirche Mariä Himmelfahrt Brüx (Kostel Nanebevzetí Panny Marie) (Lage)                                                   |      | Georg Haas, Bautzen                                              | 1710          | II/P    | 14       | Chororgel, vermutlich zerstört |
| Nebočady (Neschwitz), OT von Děčín                  | Laurentiuskirche Neschwitz (Kostel sv. Vavřince Nebočady) (Lage)                                                        |      | Heinrich Schiffner, Prag                                         | 1892          | II/P    | 11       | 1988 nach Rumburk (Kostel sv. Vavřince) versetzt |
| Osek (Ossegg)                                       | Abteikirche Mariä Himmelfahrt (Klášter Osek, kostel Panny Marie) (Lage)                                                 |      | Franz Feller                                                     | 1841          |         |          | Hauptorgel, Umbau durch Heinrich Schiffer (1909) und Gebrüder Rieger (1933)                                                                                        |
| Osek (Ossegg)                                       | Abteikirche Mariä Himmelfahrt Ossegg (Klášter Osek, kostel Panny Marie) (Lage)                                          |      | Christoph Norbert Stark, Elbogen                                 | 1753          | I/P     | 11       | Chororgel |
| Peruc (Perutz)                                      | Kirche St. Peter und Paul Perutz (Kostel sv. Petra a Pavla Peruc) (Lage)                                                |      | Johann Ignaz Schmied, Elbogen                                    | 1760          | II/P    | 12       | [ 99 ] |
| Podbořany (Podersam)                                | Kirche St. Peter und Paul Podersam (Kostel sv. Petra a Pavla Podbořany) (Lage)                                          |      | Tobias und Christian Dressel                                     | 1750          | II/P    | 13       | [ 100 ] [ 101 ] |
| Postoloprty (Postelberg)                            | Kirche Mariä Himmelfahrt Postelberg (Kostel Nanebevzetí Panny Marie Postoloprty) (Lage)                                 |      | Ladislav Hauser (1897–1970), Proboštov (Peobstau)                | 1932          | III/P   | 32       | [ 102 ] |
| Račiněves (Ratschinowes)                            | Kirche St. Gallus Ratschinowes (Kostel sv. Havla Račiněves) (Lage)                                                      |      | Rejna & Černý, Prag                                              | 1905          | I/P     | 8        | [ 103 ] |
| Ročov (Rotschow)                                    | Klosterkirche Mariä Himmelfahrt (Kostel Nanebevzetí Panny Marie Dolní Ročov) (Lage)                                     |      | Josef Růžička (1874–1968), Prag-Břevnov Opus 30                  | 1936          | II/P    | 25       | [ 104 ] |
| Roudnice nad Labem (Raudnitz)                       | Mariä-Geburt-Kirche Raudnitz (Kostel Narození Panny Marie Roudnice) (Lage)                                              |      | Emanuel Štěpán Petr (1852–1930), Prag-Karolinenthal              | 1910          | II/P    | 32       | mit Gehäuse (1729) der urspr. Orgel von Leopold Spiegel (1680–1730), Prag                                                                                          |
| Roudnice nad Labem (Raudnitz an der Elbe)           | Evangelische Kirche Raudnitz (Evangelický kostel Roudnice nad Labem) (Lage)                                             |      | Rejna & Černý, Prag                                              | 1909          | I/P     | 10       | [ 108 ] |
| Rumburk (Rumburg)                                   | Bartholomäuskirche Rumburg (Kostel sv. Bartoloměje Rumburk) (Lage)                                                      |      | Julius Jahn & Sohn, Dresden                                      | 1923          | II/P    | 30       | [ 109 ] |
| Šluknov (Schluckenau)                               | Wenzelskirche Schluckenau (Kostel sv. Václava Šluknov) (Lage)                                                           |      | Andreas Schuster & Sohn                                          | 1940          | III/P   | 46       | Orgel-Neubau mit 2010 Pfeifen, als Ersatz für die alte Eule-Orgel (1890, Opus 47)                                                                                  |
| Smolnice (Smolnitz), Okres Louny                    | Bartholomäuskirche Smolnitz (Kostel svatého Bartoloměje Smolnice) (Lage)                                                |      | Rejna & Černý, Prag                                              | 1908          | I/P     | 10       | [ 113 ] [ 114 ] [ 115 ] |
| Solany (Solan)                                      | Martinskirche Solan (Kostel svatého Martina Solany) (Lage)                                                              |      | Karel Vocelka (1813–1876), Prag                                  | 1867          | I/P     | 8        | [ 116 ] |
| Srbska Kamenice (Windisch Kamnitz)                  | Wenzelskirche Windisch Kamnitz (Kostel sv. Václava Srbska Kamenice) (Lage)                                              |      | Johann Pitschmann                                                | 1764          |         |          | [ 117 ] |
| Staré Křečany (Alt Ehrenberg)                       | Kirche des hl. Nepomuk Alt Ehrenberg (Kostel sv. Jana Nepomuckého Staré Křečany) (Lage)                                 |      | unbekannt                                                        |               |         |          | [ 118 ] |
| Svádov (Schwaden), OT von Ústí nad Labem            | Jakobskirche Schwaden (Kostel sv. Jakuba Staršího Svádov) (Lage)                                                        |      | Josef Gartner (1796–1863), Prag                                  | 1848          | II/P    | 7        | [ 119 ] |
| Teplice (Teplitz)                                   | Dekanatskirche Johannes der Täufer (Děkanský kostel sv. Jana Křtitele) (Lage)                                           |      | Orgelbau Organa, Kutná Hora                                      | 1976          | III/P   | 30       | [ 120 ] |
| Teplice (Teplitz)                                   | Elisabethkirche Teplitz (Kostel sv. Alžběty Teplic) (Lage)                                                              |      | Josef Breinbauer, Ottensheim                                     | 1877          | II/P    | 20       | [ 121 ] [ 122 ] |
| Teplice (Teplitz)                                   | Evangelische Kirche Teplitz (Kostel Církve českobratrské evangelické Teplice) (Lage)                                    |      | unbekannt                                                        |               |         |          | [ 123 ] |
| Terezín (Theresienstadt)                            | Auferstehungskirche Theresienstadt (Garnisonskirche) (Kostel Vzkříšení Páně Terezín) (Lage)                             |      | Gebrüder Rieger, Jägerndorf Opus 622                             | 1898          | II/P    | 20       | [ 124 ] |
| Třebušín (Triebsch)                                 | St.-Nikolaus-Kirche Triebsch (Kostel sv. Mikuláše Třebušín) (Lage)                                                      |      | Franz Kolb & Söhne, Pekařov, OT von Jindřichov u Šumperka        | 1909          | I/P     | 7        | [ 125 ] |
| Ústí nad Labem (Aussig an der Elbe)                 | Kirche Mariä Himmelfahrt Aussig (Kostel Nanebevzetí Panny Marie Ústí nad Labem) (Lage)                                  |      | Gebrüder Rieger, Jägerndorf Opus 900                             | 1902          | III/P   | 48       | [ 126 ] [ 127 ] |
| Ústí nad Labem (Aussig an der Elbe)                 | Dominikaner-Klosterkirche St. Adalbert Aussig (Kostel sv. Vojtěcha Ústí nad Labem) (Lage)                               |      | Rieger-Kloss, Jägerndorf                                         | 1972          | III/P   | 47       | [ 128 ] |
| Ústí nad Labem (Aussig an der Elbe)                 | Apostel-Paulus-Kirche Aussig (Kostel sv. Pavla Ústí nad Labem) (Lage)                                                   |      | Hermann Eule, Bautzen                                            | 1906          | II/P    |          | [ 129 ] |
| Ústí-Střekov (Aussig-Schreckenstein)                | Dreifaltigkeitskirche Aussig-Schreckstein (Kostel Nejsvětější Ústí-Střekov) (Lage)                                      |      | Ladislav Hauser (1897–1970), Proboštov (Probstau)                | 1932          | II/P    | 18       | [ 130 ] |
| Úštěk (Auscha)                                      | Kirche St. Peter und Paul Auscha (Kostel sv. Petra a Pavla Úštěk) (Lage)                                                |      | Heinrich Schiffner, Prag                                         | 1915          | II/P    | 17       | [ 131 ] |
| Varnsdorf (Warnsdorf)                               | Kirche St. Peter und Paul (Kostel sv. Petra a Pavla Varnsdorf) (Lage)                                                   |      | Eule Orgelbau, Bautzen Opus 98                                   | 1903          | II/P    | 25       | [ 132 ] |
| Vejprty (Weipert)                                   | Allerheiligenkirche Weipert (Kostel všech Svatých Vejprty) (Lage)                                                       |      | Karl Neusser (1844–1925), Neutitschein                           | 1906          | II/P    | 21       | [ 133 ] |
| Velký Šenov (Groß Schönau)                          | Bartholomäuskirche Groß Schönau (Kostel sv. Bartoloměje Velký Šenov) (Lage)                                             |      | Gebrüder Rieger, Jägerndorf                                      | 1933          | II/P    | 20       | Orgel mit 1501 Pfeifen |
| Velké Žernoseky (Groß Tschernosek)                  | Nikolauskirche Groß Tschernosek (Kostel sv. Mikuláše Velké Žernoseky) (Lage)                                            |      | Josef Prediger, Albrechtsdorf                                    | 1861          | I/P     | 7        | [ 135 ] |
| Vinařice (Winarschitz)                              | Ägidiuskirche Winarschitz (Kostel svatého Jiljí Vinařice) (Lage)                                                        |      | Johann Rusch (1728–1791)                                         | 1788          | I/P     | 8        | [ 136 ] |
| Žatec (Saaz)                                        | Dekanatskirche Mariä Himmelfahrt Saaz (Chrám Nanebevzetí Panny Marie) (Lage)                                            |      | Martin Zaus (1861–1905), Eger                                    | 1898          | II/P    |          | 1904 Umbau durch Heinrich Schiffner |